# Juan Pablo Di Pace
Juan Pablo Di Pace (ur. 25 lipca 1979 w Buenos Aires) – argentyński aktor filmowy i tancerz.

## Życiorys

### Wczesne lata
Urodził się w Buenos Aires w rodzinie katolickiej jako trzeci syn Marty Maineri, artystki malarki, i Victoria Di Pace. Rodzice nadali jemu imiona Juan Pablo na cześć papieża Jana Pawła II. Wychowywał się ze starszą siostrą Marią Victorią i bratem Federico. Ze względu na pracę swojego ojca, mieszkał w Monachium, Buenos Aires i Madrycie. W 1994 osiedlił się w Argentynie. Podczas gdy studiował w szkole Christoforo Colombo Italian, rozpoczynał eksperymenty z fotografią i filmem, zakładając amatorską spółkę z przyjacielem Andresem P. Estradą – reżyserem filmowym.
W 1997 zrealizował większą część szkolnych wydarzeń i zdobywał nagrody, uzyskując pieniądze dla instytucji i studenckich wycieczek. Tego samego roku otrzymał stypendium studenckie na United World College of the Adriatic w Trieście we Włoszech, gdzie spędził następne dwa lata mieszkając ze studentami z 80. różnych krajów świata. W tym czasie, w wieku 17 lat, był producentem i reżyserem musicalu Grease, przyjętym z oklaskami przez lokalną prasę i telewizję. W 1999 studiował teatr i taniec przy London Studio Centre.

### Kariera
W 2001 był chórzystą w operze Rigoletto w Royal Opera House. Wystąpił po raz pierwszy na dużym ekranie w komedii romantycznej Piccadilly Jim (2004) w roli Bena oraz jako Luca Rossi w serialu angielskim TV BBC River City (2005). 18 stycznia 2005 debiutował rolą Billy’ego Flynna w musicalu Chicago na londyńskiej scenie Adelphi Theatre. Następnie zagrał rolę tajemniczego outsidera Manuela – wynajętego pomocnika na jachcie w filmie W piekielnym słońcu (Three, 2006) u boku Billy’ego Zane i Kelly Brook; w filmie tym wzięła również udział jego siostra Maria Victoria Di Pace.
10 sierpnia 2004 wystąpił w teledysku do piosenki Eryka Prydza pt. „Call on Me” – jako jedyny męski tancerz wśród kobiet. W 2009 pojawił się w wideoklipie do utworu zespołu Muse „Time Is Running Out”. W 2010 w hiszpańskim programie El club del chiste zaśpiewał piosenkę „We Wanna Rock”.
W Hiszpanii grał w serialach: Telecinco Paco i jego ludzie (Los hombres de Paco, 2009), Antena 3 90-60-90, Sekretny dziennik nastolatki (90-60-90, diario secreto de una adolescente, 2009), Telecinco Anioł czy demon (Ángel o demonio, 2011), Antena 3 Dar Alby (El Don de Alba, 2013) jako Víctor.
W 2014 dołączył do obsady w trzecim sezonie opery mydlanej CBS Dallas w roli Nicolása Treviño.
W listopadzie 2014 został obsadzony w roli Jezusa Chrystusa w miniserialu NBC Anno Domini – Biblii ciąg dalszy.
W 2018 wziął udział w 27. sezonie Dancing with the Stars, z profesjonalną tancerką Cheryl Burke i zajął piąte miejsce.
Zagrał Heatha Ramosa w melodramacie telewizyjnym Dashing in December (2020), nominowanym do nagrody GLAAD Media Awards, z Andie MacDowell i Peterem Porte. W 2021 wydał swój pierwszy singiel w języku hiszpańskim „Te Sentí”. Ponownie wcielił się w Jezusa w filmie biblijnym Zmartwychwstanie: Uczniowie Jezusa (Resurrection, 2021) z Joanne Whalley i Gretą Scacchi.

## Życie prywatne
W lipcu 2019 wyznał, że jest gejem.

## Filmografia

### Filmy fabularne
- 2004: Piccadilly Jim jako Ben
- 2005: W piekielnym słońcu jako Manuel
- 2008: Mamma Mia! jako Petros
- 2015: Fuera de foco jako Marcos
- 2015: After the Reality jako Dunkin

### Seriale TV
- 2005: Mile High jako Vito Garcia
- 2005: Nowe triki jako Antonio (odc. Fluke Of Luck)
- 2006: River City jako Luca Rossi
- 2009: Paco i jego ludzie (Los hombres de Paco) jako Carlo (odc. Todos los planes de Lucas Fernández)
- 2011: Física o Química jako Xavi López
- 2014: Dallas jako Nicolás Treviño
- 2015: Anno Domini – Biblii ciąg dalszy jako Jezus
- 2016: Rosewood jako Antonio Espada
- 2016–2020: Pełniejsza chata (Fuller House) jako Fernando Hernandez-Guerrero-Fernandez-Guerrero
- 2017: Angie Tribeca jako Ricardo Vasquez